# Meteorološka knjižnica, Ljubljana
Meteorološka knjižnica se nahaja v prostorih Fakultete za matematiko in fiziko na Jadranski 19 v Ljubljani v prvem nadstropju. Financirana je s strani FMF-ja ter z ARRS-ja (slednji financira le nakup tujih znanstvenih revij). Knjižnica meri okoli 20m2 in si s Fizikalno knjižnico deli vhod, knjižničarko ter čitalnico. 

## Zgodovina
Leta 1949 je iz Filozofske fakultete nastala Prirodoslovno-matematična fakulteta, pet let pozneje pa Prirodoslovno-matematično-filozofska fakulteta. Katedra za meteorologijo se je po dograditvi vselila v stavbo sedanje Filozofske fakultete na Aškerčevi ulici. Leta 2005 je bil dograjen prizidek k stavbi na Jadranski 19, kamor se je iz Aškerčeve ulice preselila Katedra za meteorologijo in njena knjižnica. Od takrat naprej deluje v istih prostorih kot Fizikalna knjižnica. Je edina tovrstna knjižnica v Sloveniji.
V COBISS je vključena od 1995.

## Zbirka
Meteorološka knjižnica vsebuje okoli 2000 enot gradiva. Trenutno ima knjižnica naročenih 11 tiskanih revij (10 tujih in 1 slovensko), sodeluje pa tudi v konzorciju CTK. Gradivo je urejeno po tekočih številkah v prostem dostopu. Vso gradivo meteorološke knjižnice je v prostorih knjižnice vključno z diplomami, magisteriji in doktorati. 
Omogoča dostop do naslednjih elektronski revij:
- Atmospheric research
- Journal of applied meteorology and climatology
- Journal of the atmospheric science
- Meteorology and atmospheric physics
- Tellus A in Tellus B
- Theoretical and applied climatology.

## Storitve/poslanstvo
Namenjena je predvsem študentom in profesorjem FMF, ostalih članov je precej manj (srednješolski profesorji, zaposleni v podjetjih). Vseh članov je okoli 210. 
Študentom knjižnica nudi klasične storitve kot so izposoja, fotokopiranje, tiskanje, dostop do interneta, dostop do elektronskih publikacij, oddaljen dostop,… ne omogoča pa jim medknji-žnične izposoje, ki je zaradi finančnih razlogov namenjena le profesorjem. Sodeluje tudi z Znanstveno informacijskim centrom Instituta Jožef Stefan, ki ima v svoji knjižnici veliko literature, ki je relevantna tudi za njene uporabnike, vendar so tovrstne storitve večinoma vezane na profesorje. 
Knjižnica uporabnikom nudi na razpolago 5 čitalniških in eno računalniško mesto.

## Izposoja
Knjižnično gradivo si lahko izposojajo le člani Meteorološke knjižnice. Učbenike in monografi-je si lahko uporabniki izposodijo za dobo enega meseca z možnostjo enkratnega podaljšanja še za en mesec. Izjema so CD-ji, ki si jih uporabnik lahko sposodi za dobo enega tedna. V primeru če je ta rok prekoračen se plača zamudnina, kasneje lahko sledi tudi opomin. Zaključna dela, referenčna zbirka in serijske publikacije so na voljo le v čitalnici in se jih ne izposoja. Možne so tudi rezervacije gradiva po telefonu, e-pošti in osebno v knjižnici.